# Alania (género)
Alania é um género monotípico de plantas com flor bulbosas pertencente à família Boryaceae, cuja única espécie é Alania cunninghamii Steud., originária de Nova Gales do Sul (Austrália).

## Descrição
Alania cunninghamii foi descrita por Ernst Gottlieb von Steudel e publicada em Nomenclator Botanicus ed. 2, 1: 47. 1840.. Esta designação tem como sinónimo taxonómico Alania endlicheri Kunth, Enum. Pl. 4: 644 (1843)